# 준 트래비스

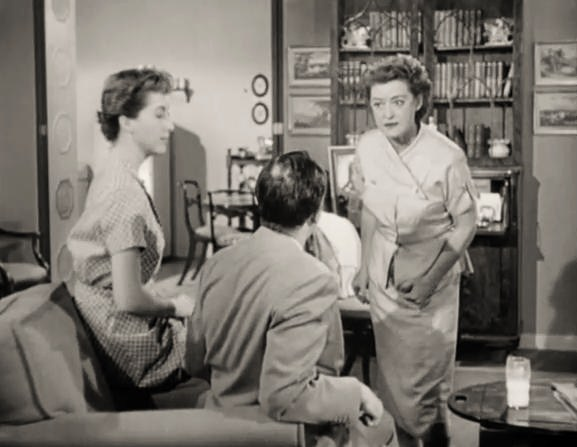

준 트래비스(June Travis, 1914년 8월 7일 ~ 2008년 4월 14일)는 미국의 배우, 연극 배우, 영화배우이다.
시카고에서 태어났으며 시카고에서 사망하였다. 사인은 뇌졸중이다.

## 영화
- 몬스터 어-고 고 (1965년) - 루쓰 역
- 스타 (1953년)
- 실링 제로 (1936년)
- 쉽메이트 포에버 (1935년)